# 부내초등학교
부내초등학교는 대한민국 충청남도 서천군 종천면에 있는 공립 초등학교이다.

## 학교 연혁
- 1949년 5월 10일: 종천국민학교 부내분교장으로 설립
- 1958년 4월 1일: 부내국민학교 개교
- 1987년 10월 31일: 군지정 과학교육 시범학교로 운영 발표
- 1988년 11월 1일: 군지정 과학교육 시범학교로 운영 발표
- 1996년 3월 1일: 부내초등학교로 개칭
- 1998년 3월 1일: 종천초등학교 통합
- 2004년 12월 31일: 장학활동 유공학교 수상(교육감표창)
- 2005년 3월 1일: 군지정 체험학습 시범학교로 지정
- 2006년 3월 1일: 환경 시범학교로 지정

## 참고 자료
- 부내초등학교 - 한국교육학술정보원 학교알리미